# 9 février aux Jeux olympiques d'hiver de 2022
Pour un article plus général, voir Jeux olympiques d'hiver de 2022.
Le mercredi 9 février aux Jeux olympiques d'hiver de 2022 est le huitième jour de compétition.

## Programme
| Heure UTC+8 (Pékin)                           |               |
| bleu                                          | Cérémonie     |
| neutre                                        | Épreuve       |
| or                                            | Finale        |
| orange                                        | Petite finale |
| rose                                          | Reporté       |
| gris                                          | Annulé        |
| Compétition masculine                         | Hommes        |
| Compétition féminine                          | Femmes        |
| Compétition mixte (hommes et femmes mélangés) | Mixte         |
| Compétition en couple (1 homme et 1 femme)    | Couple        |
| modifier                                      |               |

| Horaire | Discipline Spécialité | Discipline Spécialité                               | Discipline Spécialité | Phase                                | Résultats                                                                                | Références |
| ------- | --------------------- | --------------------------------------------------- | --------------------- | ------------------------------------ | ---------------------------------------------------------------------------------------- | ---------- |
| 09 h 30 |                       | Snowboard Half-pipe femmes                          | Compétition femmes    | Qualifications                       | -                                                                                        | -          |
| 10 h 15 |                       | Ski alpin Slalom                                    | Compétition femmes    | Manche 1                             | -                                                                                        | -          |
| 11 h 00 |                       | Snowboard Cross femmes                              | Compétition femmes    | Qualifications                       | -                                                                                        | -          |
| 11 h 00 |                       | Ski acrobatique Big Air                             | Compétition hommes    | Finale                               | Birk Ruud · Colby Stevenson · Henrik Harlaut                                             | -          |
| 12 h 30 |                       | Snowboard Half-pipe hommes                          | Compétition hommes    | Qualifications                       | -                                                                                        | -          |
| 13 h 45 |                       | Ski alpin Slalom (manche 2)                         | Compétition femmes    | Finale                               | Petra Vlhová · Katharina Liensberger · Wendy Holdener                                    | -          |
| 15 h 00 |                       | Combiné nordique Tremplin normal + 10 km            | Compétition hommes    | Manche d'essai (saut)                | -                                                                                        | -          |
| 16 h 00 |                       | Combiné nordique Tremplin normal + 10 km            | Compétition hommes    | Manche de compétition (saut)         | -                                                                                        | -          |
| 15 h 45 |                       | Snowboard Cross femmes                              | Compétition femmes    | Finale                               | Lindsey Jacobellis · Chloé Trespeuch · Meryeta O'Dine                                    | -          |
| 16 h 40 |                       | Hockey sur glace Tournoi masculin                   | Compétition hommes    | Tour préliminaire Groupe B - Match 1 | 1 - 0                                                                                    | -          |
| 19 h 00 |                       | Combiné nordique Tremplin normal + 10 km            | Compétition hommes    | Finale                               | Vinzenz Geiger · Jørgen Graabak · Lukas Greiderer                                        | -          |
| 19 h 00 |                       | Patinage de vitesse sur piste courte 1 500 m        | Compétition hommes    | Quarts de finale                     | -                                                                                        | -          |
| 19 h 44 |                       | Patinage de vitesse sur piste courte 1 000 m        | Compétition femmes    | Séries                               | -                                                                                        | -          |
| 20 h 05 |                       | Curling Tournoi masculin                            | Compétition hommes    | Premier tour 1re session             | 5 - 10                                                                                   | -          |
| 20 h 05 |                       | Curling Tournoi masculin                            | Compétition hommes    | Premier tour 1re session             | 6 - 5                                                                                    | -          |
| 20 h 05 |                       | Curling Tournoi masculin                            | Compétition hommes    | Premier tour 1re session             | 7 - 4                                                                                    | -          |
| 20 h 05 |                       | Curling Tournoi masculin                            | Compétition hommes    | Premier tour 1re session             | 4 - 6                                                                                    | -          |
| 20 h 20 |                       | Luge Biplace                                        | Compétition hommes    | Manche 1                             | -                                                                                        | -          |
| 20 h 29 |                       | Patinage de vitesse sur piste courte 1 500 m        | Compétition hommes    | Demi-finale                          | -                                                                                        | -          |
| 20 h 45 |                       | Patinage de vitesse sur piste courte Relais 3 000 m | Compétition femmes    | Demi-finale                          | -                                                                                        | -          |
| 21 h 10 |                       | Hockey sur glace Tournoi masculin                   | Compétition hommes    | Tour préliminaire Groupe B - Match 2 | 1 - 2                                                                                    | -          |
| 21 h 13 |                       | Patinage de vitesse sur piste courte 1 500 m        | Compétition hommes    | Finale                               | Hwang Dae-heon · Steven Dubois · Semen Elistratov                                        | -          |
| 21 h 35 |                       | Luge Biplace (manche 2)                             | Compétition hommes    | Finale                               | Tobias Wendl / Tobias Arlt · Toni Eggert / Sascha Benecken · Thomas Steu / Lorenz Koller | -          |

## Tableau des médailles provisoire
- Pays organisateur (Chine)

| Rang  | Nation       | Or | Argent | Bronze | Total |
| ----- | ------------ | -- | ------ | ------ | ----- |
| 1     | Allemagne    | 2  | 1      | 0      | 3     |
| 2     | États-Unis   | 1  | 1      | 0      | 2     |
| 2     | Norvège      | 1  | 1      | 0      | 2     |
| 4     | Corée du Sud | 1  | 0      | 0      | 1     |
| 4     | Slovénie     | 1  | 0      | 0      | 1     |
| 6     | Autriche     | 0  | 1      | 2      | 3     |
| 7     | Canada       | 0  | 1      | 1      | 2     |
| 8     | France       | 0  | 1      | 0      | 1     |
| 9     | Suède        | 0  | 0      | 1      | 1     |
| 9     | ROC          | 0  | 0      | 1      | 1     |
| 9     | Suisse       | 0  | 0      | 1      | 1     |
| Total | Total        | 6  | 6      | 6      | 18    |

| Rang  | Nation           | Or | Argent | Bronze | Total |
| ----- | ---------------- | -- | ------ | ------ | ----- |
| 1     | Allemagne        | 5  | 3      | 0      | 8     |
| 2     | Norvège          | 5  | 2      | 4      | 11    |
| 3     | Suède            | 4  | 1      | 3      | 8     |
| 4     | Pays-Bas         | 3  | 3      | 1      | 7     |
| 5     | Chine            | 3  | 2      | 0      | 5     |
| 6     | Slovénie         | 3  | 1      | 2      | 6     |
| 7     | Autriche         | 2  | 4      | 4      | 10    |
| 8     | Italie           | 2  | 4      | 1      | 7     |
| 9     | ROC              | 2  | 3      | 6      | 11    |
| 10    | États-Unis       | 1  | 6      | 1      | 8     |
| 11    | France           | 1  | 5      | 0      | 6     |
| 12    | Canada           | 1  | 2      | 5      | 8     |
| 13    | Japon            | 1  | 1      | 2      | 4     |
| 14    | Suisse           | 1  | 0      | 3      | 4     |
| 15    | Australie        | 1  | 0      | 1      | 2     |
| 15    | Corée du Sud     | 1  | 0      | 1      | 2     |
| 17    | Nouvelle-Zélande | 1  | 0      | 0      | 1     |
| 17    | Tchéquie         | 1  | 0      | 0      | 1     |
| 19    | Biélorussie      | 0  | 1      | 0      | 1     |
| 20    | Hongrie          | 0  | 0      | 2      | 2     |
| 21    | Finlande         | 0  | 0      | 1      | 1     |
| 21    | Pologne          | 0  | 0      | 1      | 1     |
| Total | Total            | 38 | 38     | 38     | 114   |